# Harpendyreus argenteostriatus
Harpendyreus argenteostriatus är en fjärilsart som beskrevs av Henry Stempffer 1961. Harpendyreus argenteostriatus ingår i släktet Harpendyreus och familjen juvelvingar. Inga underarter finns listade i Catalogue of Life.